# سلرنو

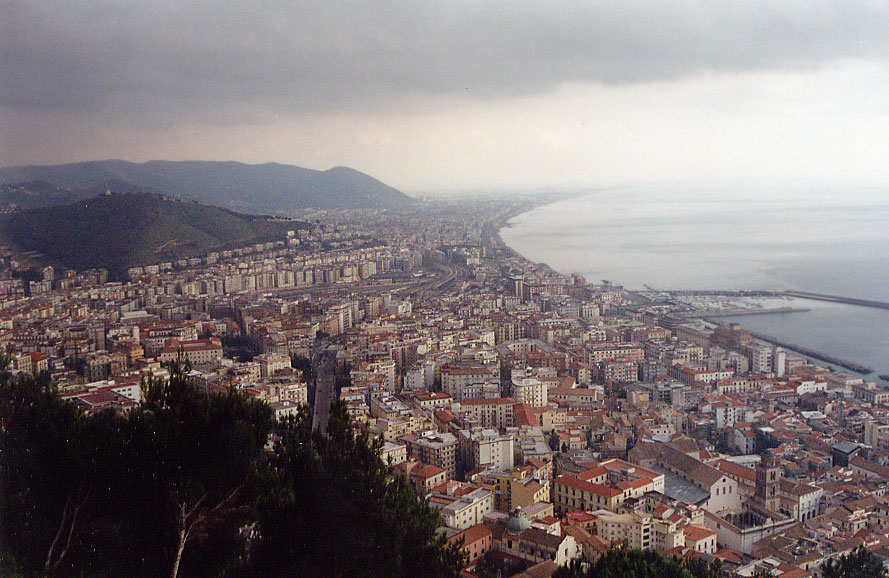

سَلِرْنُو (بالإيطالية: Salerno)، مدينة إيطالية وعاصمة مقاطعة سلرنو جنوبي البلاد، وهي ثانية مدن إقليم قنبانية سكانا، حيث يبلغ عدد قاطنيها 140.580 ساكن.
اشتهرت بمدرستها الطبية التي كانت أول وأهم معهد طبي في أوروبا بداية القرون الوسطى (القرن التاسع) ويعتبرها الكثير من رائدات الجامعات الحديثة، وكذالك بإيوائها الملك إيطاليا عام 1943 م، بعد هروبه من روما في الحرب العالمية الثانية إثر مفاوضات السلام مع الحلفاء وأسس بها ما عرف بحكومة الجنوب عملية إنزال سلرنو الشهيرة، يعتمد اقتصادها على السياحة.
وقد ذكرها الإدريسي في نزهة المشتاق في اختراق الآفاق: «ومدينة سلرنو مدينة جليلة ذات أسواق عامرة ومرافق عامة وحنطة وحبوب».

## السكان
في سنة 1861 بلغ عدد السكان 26٬681 نسمة، وتطور العدد ليصل في سنة 2011 لـ 132٬608 نسمة.
يظهر هذا المخطط البياني تطور النمو السكاني لـ ساليرنو

## الجغرافيا

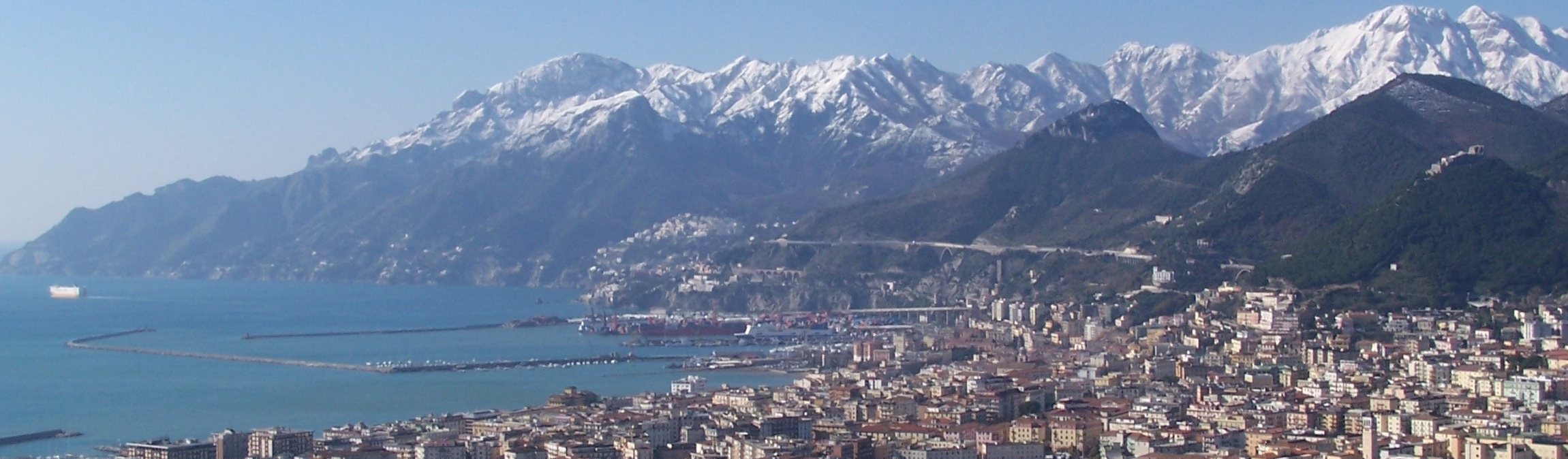

تقع مدينة سلرنو على خليج سلرنو بالبحر التيراني، بين الساحل الأمالفي (غرب) وسهل بايستوم (جنوب)، حيث يفتح وادي إرنو نحو البحر، وتبعد 57 كم جنوب شرق مدينة نابولي.
الأراضي البلدية من الناحية جبلية متنوعة للغاية، بدءاً من مستوى سطح البحر حتى تصل إلى ارتفاع 953 متر في جبل ستيلا. يتركز السكان على طول الساحل وتمتد إلى الداخل حتى التلال الخلفية.
يخترق المدينة نهر إرنو وربما قد استمد منه اسم المدينة.

## التاريخ

### الفترة الرومانية وما قبلها
يُعتقد أن أراضي سلرنو قد أُهلت منذ ما قبل التاريخ، غير أن إيرنا التي لعلها تمثل أولى الشواهد عن وجود مستوطنة أُسكي-أترورية مؤرخة لحوالي القرن السادس قبل الميلاد، وأُقيمت على نهر إيرنو ليس بعيدة كثيراً عن الساحل حيث يوجد اليوم حي فراتي.
مثلت هذه البؤرة الأولى موقعاً إستراتيجياً هاماً لطرق تجارة الإتروسكان مع مستعمرتي بوسيدونيا وإليا الإغريقيتين القريبتين.
في القرن الخامس قبل الميلاد، مع تراجع الأتروسكان عن جنوب إيطاليا إثر هزيمتهم في معركة كوما، احتل السمنيتيون المدينة ودخلوا في علاقات تجارية مع المدن الإغريقية.
عام 197 ق.م تأسست على الساحل مستعمرة سالرنوم الرومانية. توسعت المدينة في عهد الإمبراطور ديوكلتيانوس وصارت المركز الإداري لمقاطعة لوكانيا وبروزيو.

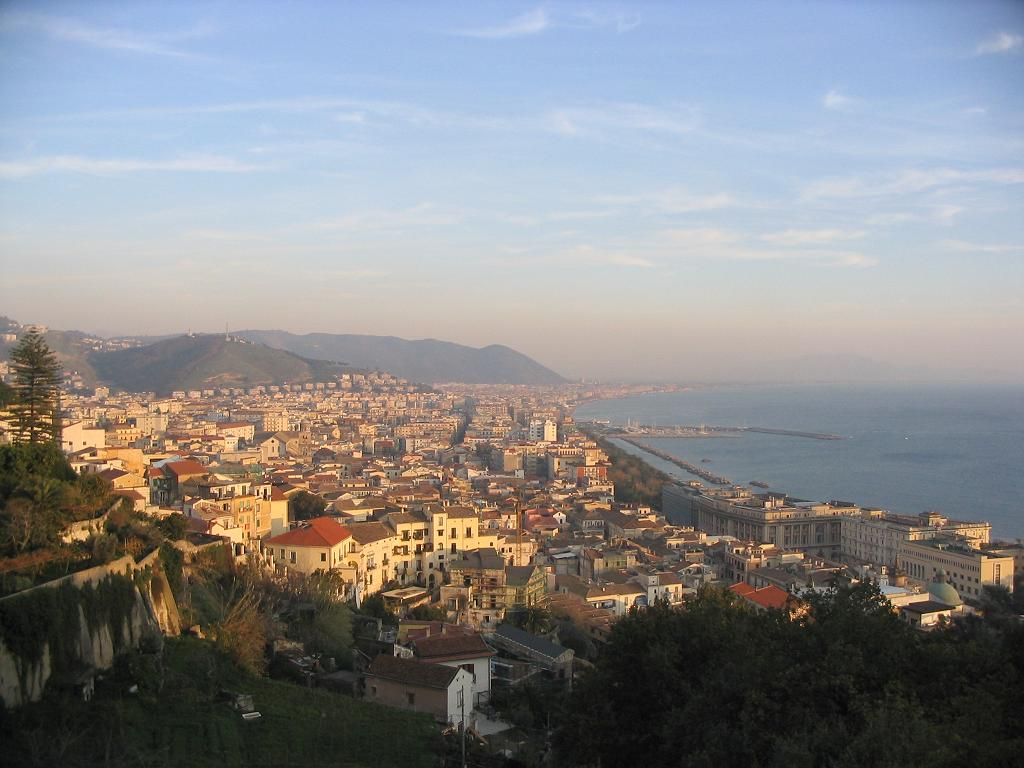
سلرنو
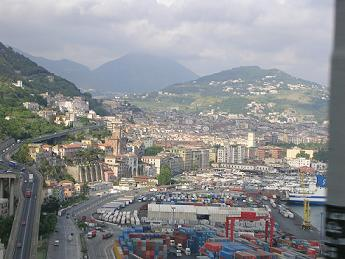
سلرنو
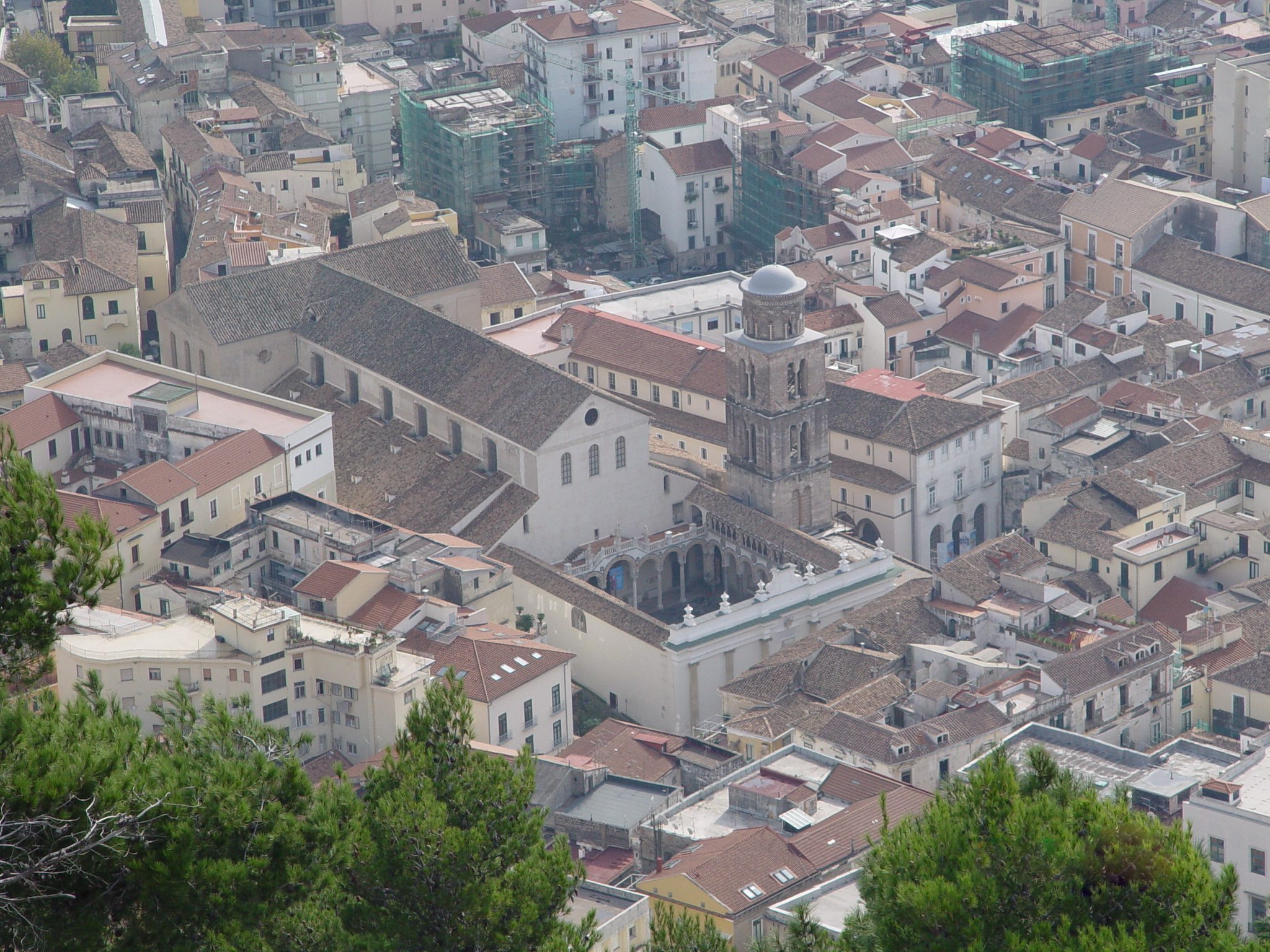
كنيسة سلرنو
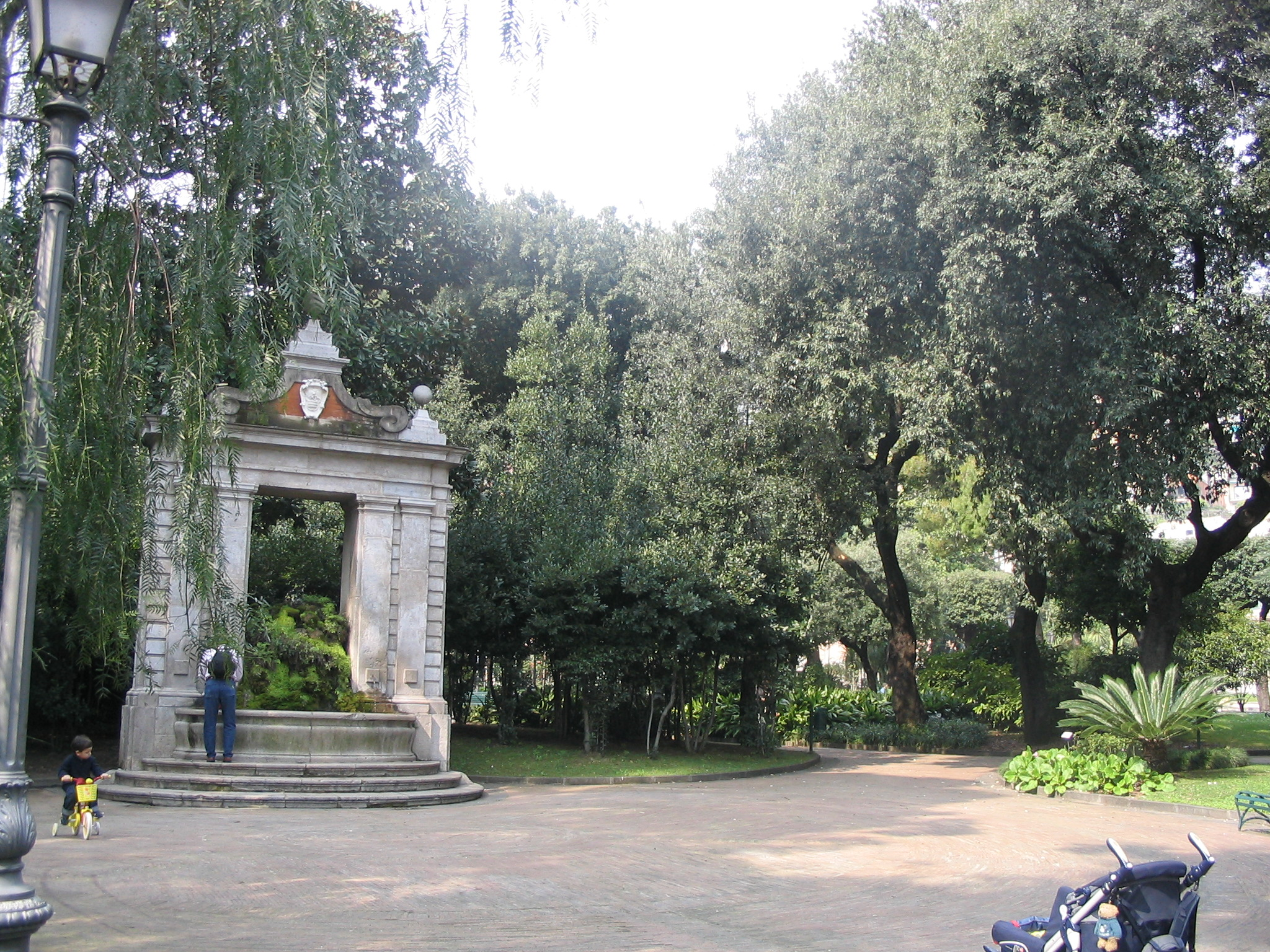
القصر البلدي
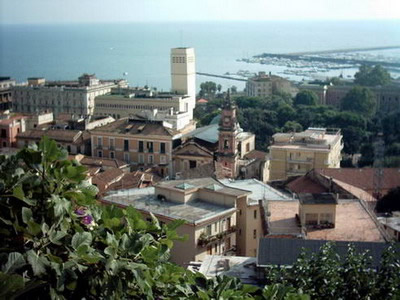
سلرنو
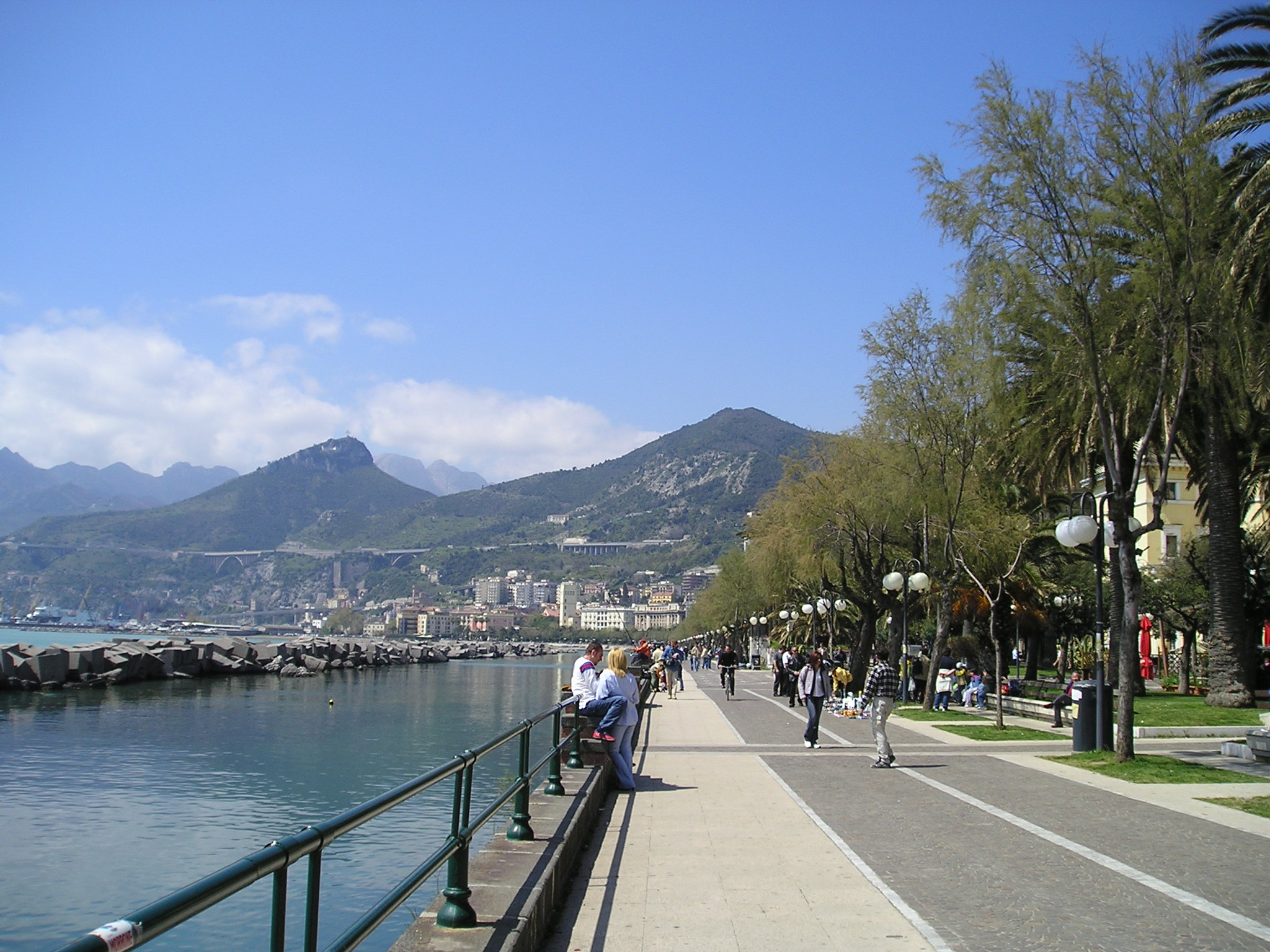
كورنيش ترييستي
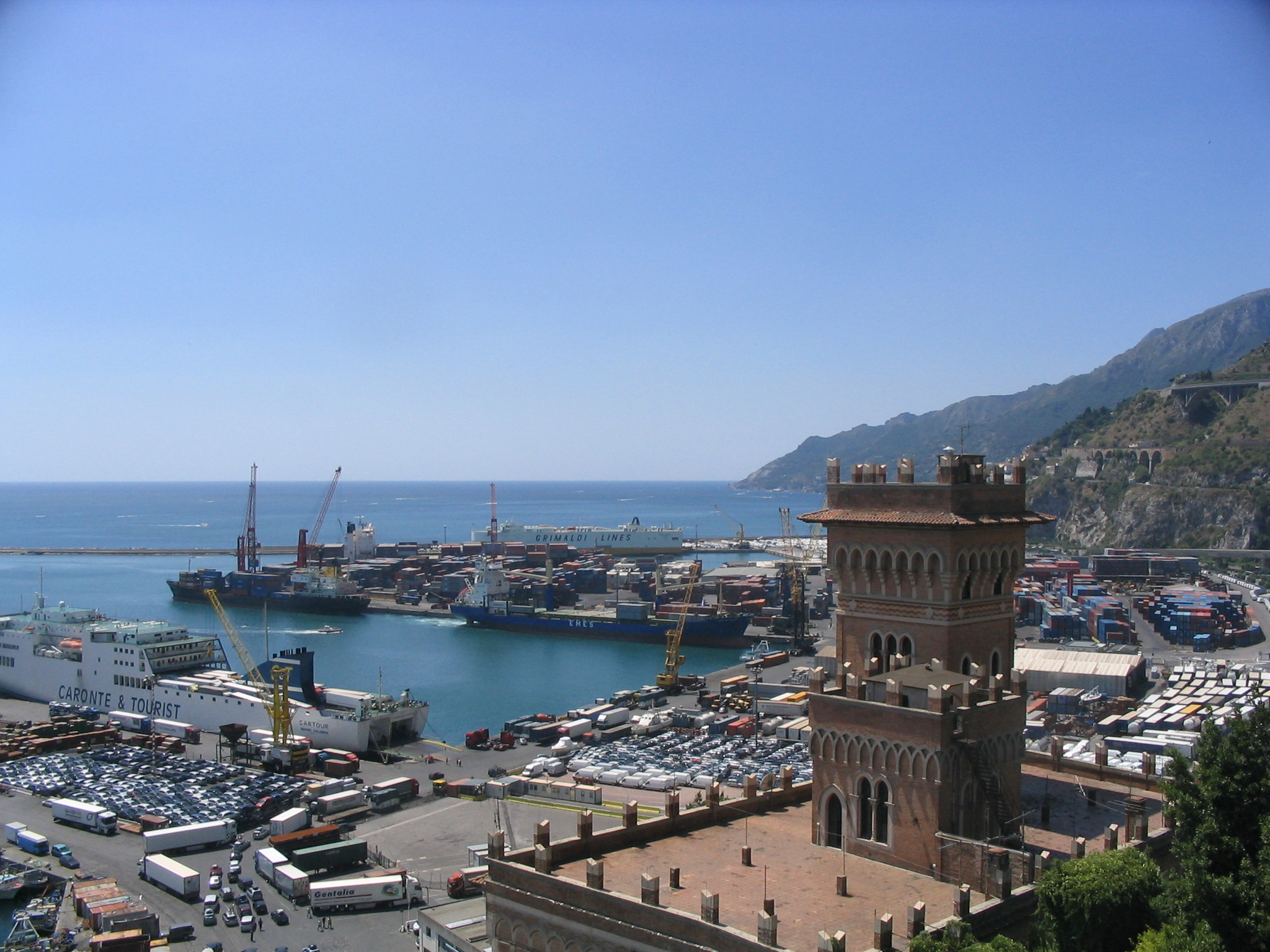
ميناء سلرنو
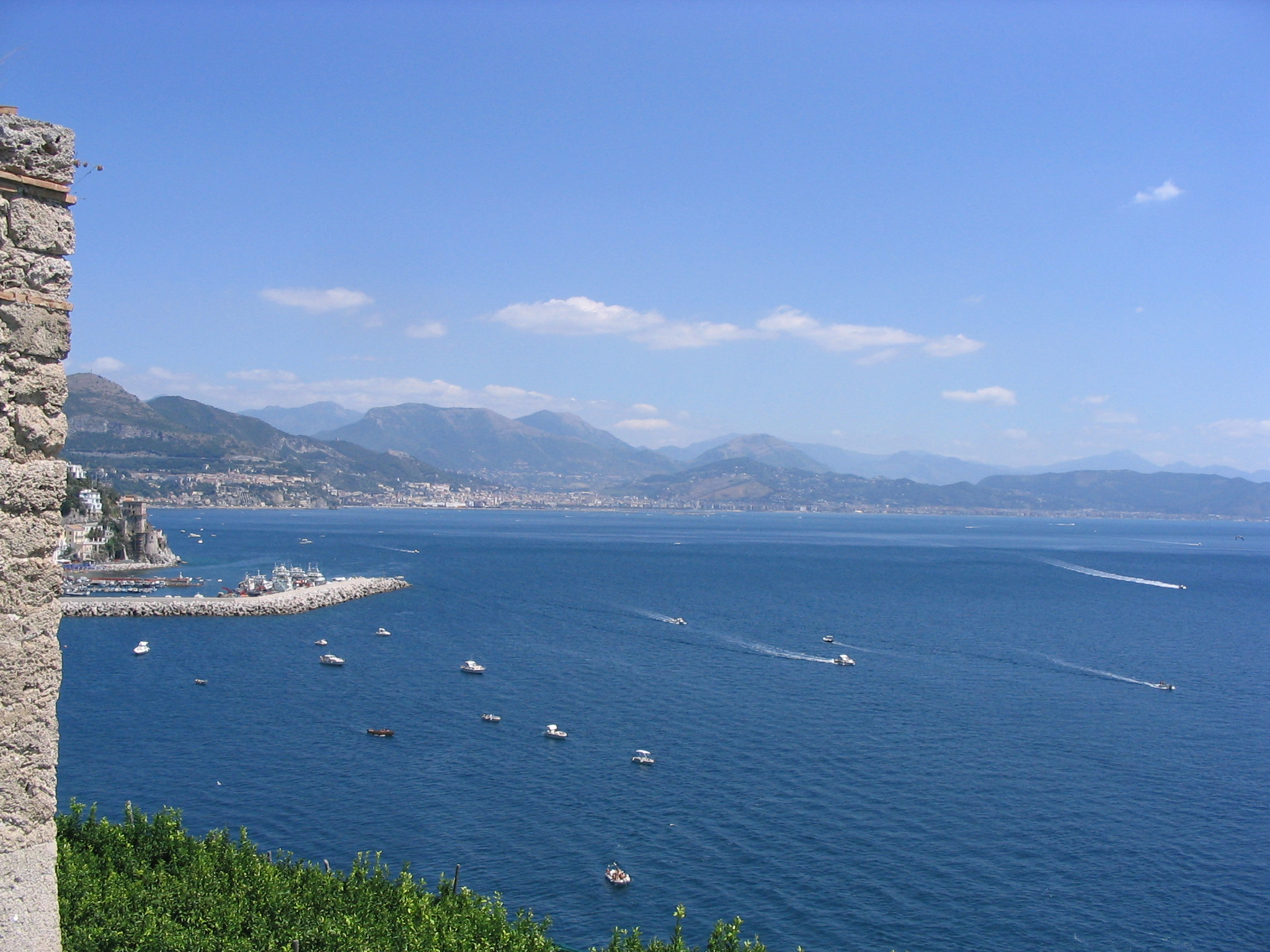
ساحل سلرنو
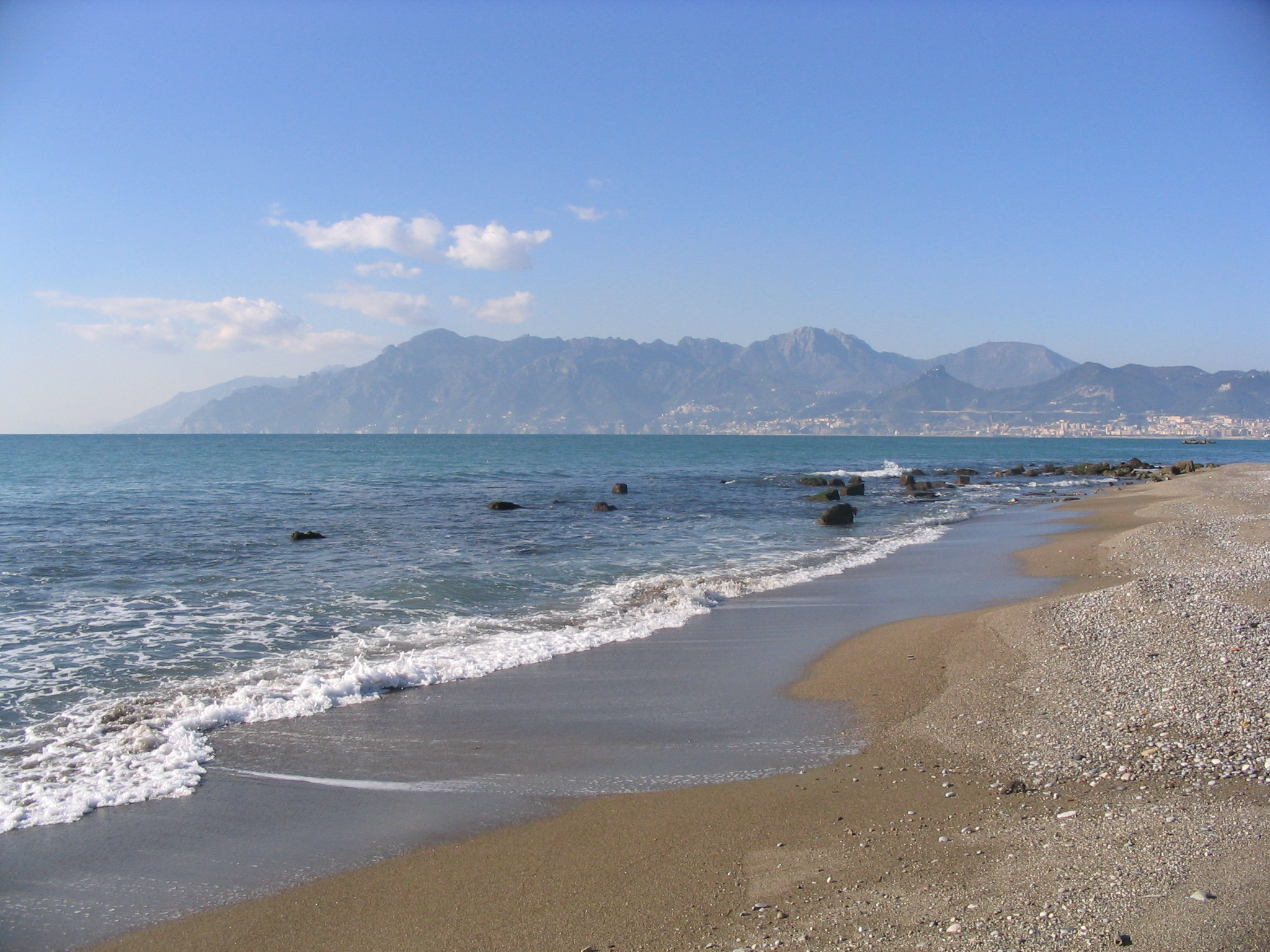
ساحل خليج سلرنو
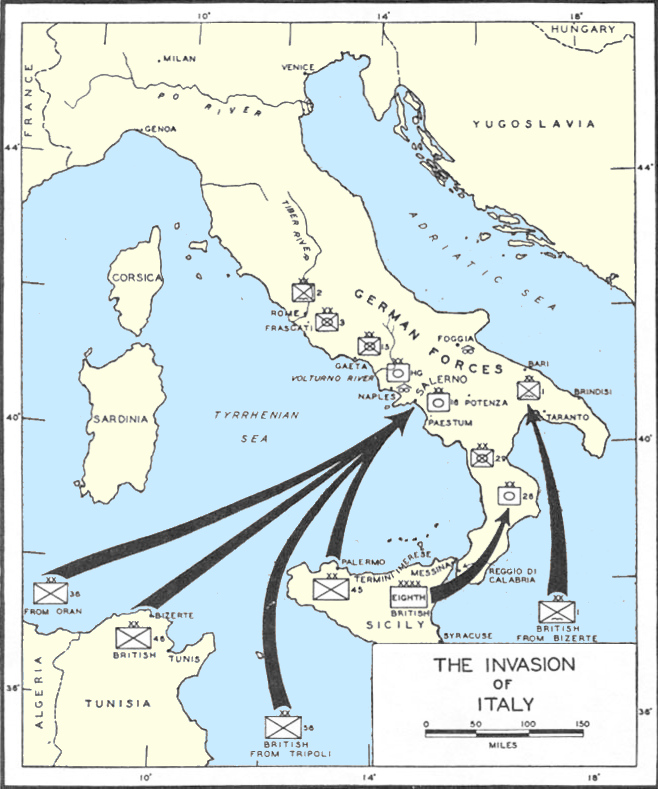
عملية إنزال سلرنو إيطاليا 1943 م Operazione Avalanche

## توأمة
لسلرنو اتفاقيات توأمة مع كل من:
- تونو
- روان
- مونبلييه
- بالتيمور
- بازارجيك
- ليجناغو

## أعلام
- ماريو مارينو
- أندريا فورتوناتو
- غريغوري السابع
- غايمار الرابع من سلرنو
- ألفونسو ليغوري
- مارا كارفانيا
- أريكيس الثاني من بينيفينتو
- روجر الثالث دوق بوليا
- أليكس جادينو
- ريناتو مارتينو
- جوزيبي غالديريسي